# Beau Dommage
Beau Dommage ist eine aus dem kanadischen Québec stammende Folk-Rock-Band, die von 1974 bis 1978 bestand, sich 1984, 1994 bis 95 wieder vereinte und bis heute besteht.

## Bandgeschichte

### Erste Phase (1970–1978)
Michel Rivard und Pierre Huet lernten sich 1970 an der Universität Québec kennen und gründeten das Duo Quenouille Bleue. Als Keyboarder Robert Leger hinzukam änderte man den Namen in Theatre Sainfoin. 1973 kamen Marie-Michele Desrosiers und Real Desrosiers in die Band. Beau Dommage wurde als neuer Bandname gefunden. Die wörtlich als „schöner Schaden“ übersetzte französische Wendung bedeutet im Dialekt Québecs etwa „ganz sicher“ oder „warum nicht?“.
1974 erregten sie die Aufmerksamkeit von Capitol Records, die die Gruppe unter Vertrag nahmen. Ihr selbstbetiteltes Debütalbum erschien 1974. Es erreichte in Kanada 1975 Platin und später Dreifach-Platin.
Ein Jahr später folgte Où est passée la noce?, das ebenfalls mit einer Platin-Schallplatte ausgezeichnet wurde. Anschließend verließ Leger die Band, engagierte sich allerdings weiter als Songwriter. Für ihn kam Michael Hinton. Mit ihm zusammen erschien das 1976er Werk Un Autre Jour Arrive en Ville, gefolgt von Passagers 1977.
Spannungen in der Band führten dazu, dass Michel Revard 1977 sein erstes Soloalbum Méfiez-vous du grand amour veröffentlichte. Die Band stand kurz vor der Auflösung. Capitol records veröffentlichte die Kompilation Les Grands Success 1978, die mit Giselle en Automne ihr letztes gemeinsames Lied enthielt. Danach löste sich die Band auf.

### Gemeinsame Auftritte (1978–1995)
Während der Auflösung verfolgten die einzelnen Mitglieder ihre Solokarrieren.
Anlässlich des 450. Jubiläums der Entdeckung Quebecs durch Jacques Cartier kam die Band anlässlich einer Show wieder zusammen. Auf Grund der guten Harmonie schoben sie zwei Auftritte im Montreal Forum im Oktober nach. Daraus resultierte das Doppel-Livealbum Au Forum de Montreal. EMI veröffentlichte 1988 die Kompilation Plus de 60 Minutes Avec Beau Dommage. Es folgten einige weitere Sampler, die Band blieb jedoch wieder inaktiv.

### Reunion 1992
19925 kam die Band wieder im Original-Line-up zusammen und veröffentlichte mit Beau Dommage (1994) und dem Dreifach-Album Rideau (1995) zwei weitere Werke. Doch die Reunion war nur von kurzer Dauer und alle Mitglieder widmeten sich wieder ihren weiteren Projekten.

### Reunion 2005
Seit 2005 ist die Gruppe wieder aktiv und spielt diverse Livekonzerte.
2013 widmete die kanadische Post berühmten kanadischen Gruppen eine Briefmarke. Neben Rush, The Guess Who und The Tragically Hip wurde diese Ehre auch Beau Dommage zuteil.

## Diskografie

### Alben
Studioalben
- 1974: Beau Dommage (Capitol Records, ×3Dreifachplatin [5])
- 1975: Où est passée la noce? (Capital Records, Platin)
- 1977: Un autre jour arrive en ville… (Capital Records, Gold)
- 1977: Passagers (Capital Records)
- 1994: Beau Dommage (1994) (Audiogramm, ×2Doppelplatin )
- 1995: Rideau (3xCD, Audiogram)

Livealben
- 1984: Au Forum de Montréal (Polydor)
- 1984: Au Forum de Montréal Vol. 2 (Polydor)
- 1988: Leurs plus grands succès en Spectacle (Polydor, beide Livealben von 1984 als Doppel-LP)

Kompilationen
- 1978: Les grands succès de Beau Dommage (Capitol Records)
- 1987: Plus de 60 minutes avec… (Capitol/EMI)
- 1991: L’intégrale (Box, Capitol Records, ×4Vierfachplatin )
- 1991: Le Meilleur de Beau Dommage (EMI France)
- 1999: Anthologie (EMI Music Canada)
- 2008: L’album de famille (5CD, 2DVD, EMI, Gold)
- 2010: Des airs de famille (2CD, EMI)

### Videoalben
- 1985: Au Forum (VHS, Capitol/EMI)

### Singles
- 1974: Le picbois / À toutes les fois
- 1975: Tous les palmiers / Le géant Beaupré
- 1975: Harmonie du soir à Châteauguay / La complainte du phoque en Alaska
- 1975: Tous les palmiers / Montréal
- 1975: Le blues d'la métropole / Assis dans’ cuisine
- 1976: Motel « Mon repos » / J’ai oublié le jour
- 1976: Heureusement qu’il y a la nuit / Bon débarras
- 1976: Amène pas ta gang / Montréal
- 1977: Gisèle en automne / Générique / Son ancien chum
- 1977: Seize ans en soixante-seize / Contre lui
- 1977: Tout va bien / Marie-Chantale
- 1977: Rouler la nuit / Le Passager de l’heure de pointe
- 1977: Une amie d’enfance / Fin de soirée
- 1977: C’est samedi soir / Cinéma
- 1977: Tout va bien / Ça fait longtemps
- 1978: Hockey / Le cœur endormi
- 1984: 23 décembre / Tellement on s’aimait (live)
- 1984: Le Rapide blanc / Le Rapide blanc (live)
- 1994: Échappé belle / Échappé belle (edit)